# Radovanjski Lug
Radovanjski Lug (en serbe cyrillique : Радовањски Луг) est une forêt de chênes située sur le territoire du village de Radovanje, près de Velika Plana, en Serbie. Cette forêt, qui couvre une superficie de 46 ha, est un mémorial naturel conçu en 1936 pour honorer Karađorđe (Karageorges), le chef du Premier soulèvement serbe contre les Ottomans. Il est inscrit sur la liste des sites mémoriels d'importance exceptionnelle de la République de Serbie.

## Histoire
De retour de son exil en Russie, en 1817, Karađorđe Petrović et son compagnon Naum Krnar s'arrêtèrent pour dormir dans une cabane appartenant à un certain Dragić Vojkić, à Radovanjski Lug. Cependant, le prince Miloš Obrenović, qui était parvenu à un accord avec les Ottomans pour obtenir une large autonomie de la Serbie, ordonna l'assassinat de Karađorđe et de Krnar. Le 25 juillet 1817, Karageorges fut décapité d'un coup de yatagan, Krnar fut tué d'un coup de fusil et leurs corps jetés dans une fosse à côté de la cabane ; la tête de Karageorges fut envoyée à la Sublime Porte, en signe de bonne volonté de la part du prince.

## Site
L'emplacement de l'assassinat est marqué d'une plaque de marbre ornée d'une inscription, surmontée d'une grande croix de bois et entourée d'une clôture de fer. En 1936, l'architecte Vassily Androsov a construit une église mémorielle dédiée à l'Archange saint Gabriel.